# Chlorocypha
Chlorocypha es un género de artrópodos odonatos pertenecientes a la familia Chlorocyphidae.

## Especies
- Chlorocypha aphrodite Le Roi, 1915
- Chlorocypha bambtoni Pinhey, 1975
- Chlorocypha basilewskyi Fraser, 1955
- Chlorocypha cancellata Selys, 1879
- Chlorocypha centripunctata Gambles, 1975
- Chlorocypha collarti Navás, 1929
- Chlorocypha consueta Karsch, 1899
- Chlorocypha croceus Longfield, 1947
- Chlorocypha curta Hagen in Selys, 1853
- Chlorocypha cyanifrons Selys, 1873
- Chlorocypha dahli Fraser, 1956
- Chlorocypha dispar Palisot de Beauvois, 1805
- Chlorocypha fabamacula Pinhey, 1961
- Chlorocypha frigida Pinhey, 1961
- Chlorocypha ghesquierei Fraser, 1959
- Chlorocypha glauca Selys, 1879
- Chlorocypha gracilis Karsch, 1899
- Chlorocypha grandis Sjöstedt, 1899
- Chlorocypha hasta Pinhey, 1960
- Chlorocypha helenae Legrand, 1984
- Chlorocypha hintzi Grünberg, 1914
- Chlorocypha jacksoni Pinhey, 1952
- Chlorocypha jejuna Karsch, 1898
- Chlorocypha luminosa Karsch, 1893
- Chlorocypha molindica Fraser, 1948
- Chlorocypha mutans Legrand & Couturier, 1984
- Chlorocypha neptunus Sjöstedt, 1899
- Chlorocypha pyriformosa Fraser, 1947
- Chlorocypha radix Longfield, 1959
- Chlorocypha rubida Hagen in Selys, 1853
- Chlorocypha rubriventris Pinhey, 1975
- Chlorocypha schmidti Pinhey, 1967
- Chlorocypha selysi Karsch, 1899
- Chlorocypha seydeli Fraser, 1958
- Chlorocypha sharpae Pinhey, 1972
- Chlorocypha tenuis Longfield, 1936
- Chlorocypha trifaria Karsch, 1899
- Chlorocypha victoriae Förster, 1914
- Chlorocypha wittei Fraser, 1955